# Orquesta Sinfónica Nacional de Estados Unidos

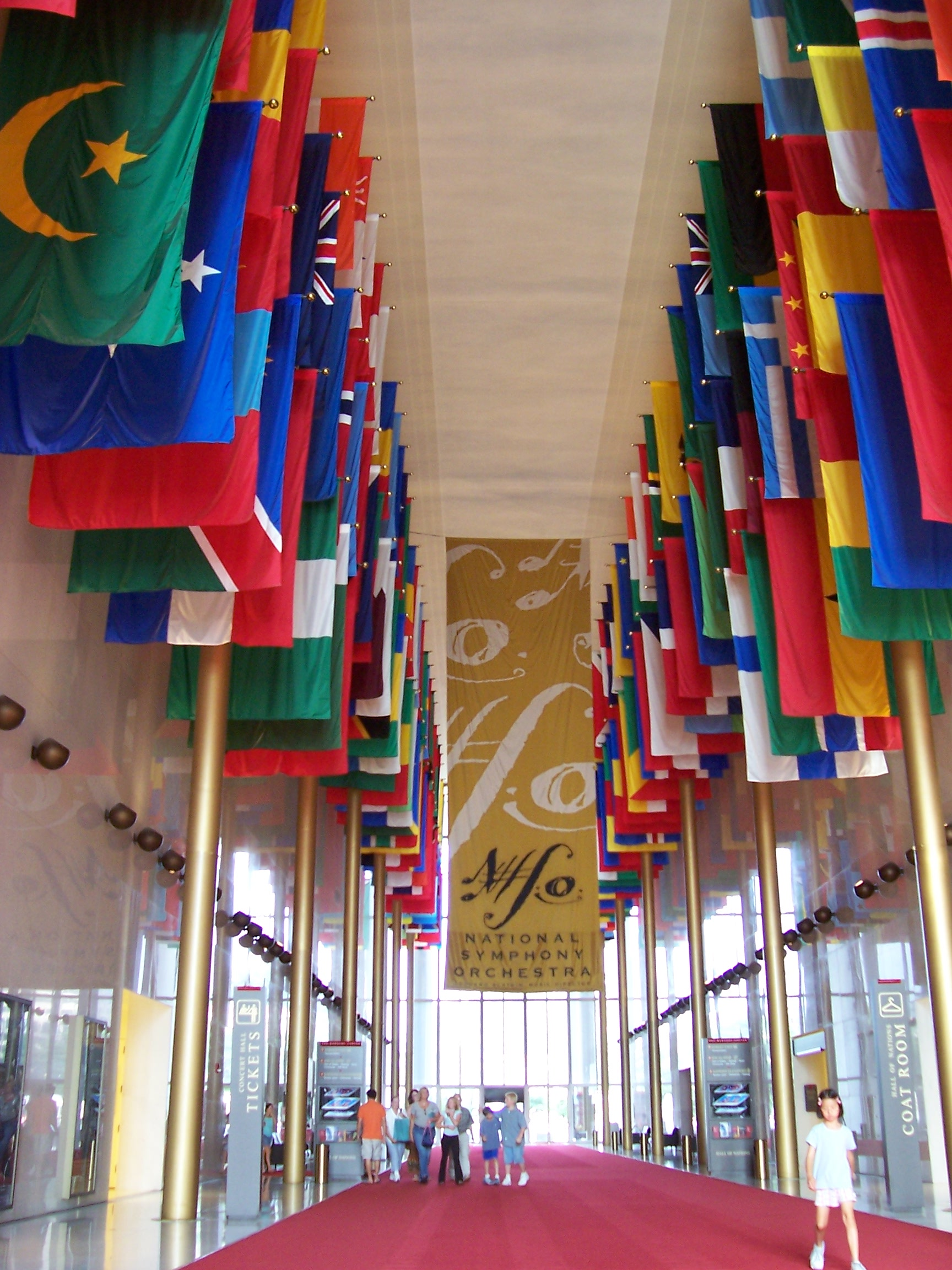
Interior del Kennedy Center, con un afiche de la NSO.

La Orquesta Sinfónica Nacional (inglés: National Symphony Orchestra, NSO) de Washington D. C. es una importante orquesta sinfónica que toca en el Kennedy Center.
Fue fundada en 1931 como una verdadera orquesta nacional para tocar en todas las ocasiones oficiales del Estado, inauguraciones presidenciales y celebraciones oficiales de días festivos. El director musical fundador fue Hans Kindler, y su sucesor fue Howard Mitchell. Fue bajo la dirección de Antal Doráti que la orquesta realizó sus proyectos discográficos más ambiciosos. A Doráti le siguieron Mstislav Rostropóvich y Leonard Slatkin. El director musical actual es el húngaro Gianandrea Noseda.
La orquesta ha ganado un Grammy por su grabación de Of Rage and Remembrance de John Corigliano.

## Directores musicales
- Gian Andrea Noseda (2016–en el cargo)
- Christoph Eschenbach (2010–2016)
- Iván Fischer (2008–2010)
- Leonard Slatkin (1996–2008)
- Mstislav Rostropóvich (1977–1994)
- Antal Doráti (1970–1976)
- Howard Mitchell (1950–1969)
- Hans Kindler (1931–1949)

## Enlaces relacionados
- Página oficial de la Orquesta Sinfónica Nacional
- Historia de la Orquesta Sinfónica Nacional
- Perfil de la NSO

- Datos: Q2744749
- Multimedia: National Symphony Orchestra / Q2744749